# Site archéologique de Cortijo del Pajarillo
Le site archéologique du Cortijo del Pajarillo ou Sanctuaire héroïque du Conjunto del Pajarillo est un sanctuaire ibère découvert en 1945 dans le district de Cabritas à Huelma, en Espagne. Il date du IVe siècle av. J.-C. et les sculptures qui s'y trouvent sont conservées au Musée ibère. Il est considéré comme un bien d'intérêt culturel depuis 2006.

## Résultats
En 1945, le pharmacien de Huelma Camilo Amaro a révélé une découverte fortuite sur le site : de grandes pierres taillées, des morceaux de poterie et une sculpture en pierre (tronc et tête) représentant un animal mythologique (un félin à tête de dragon) qu'il considérait comme similaire à la Biche de Balazote. Plus précisément, il s'agit d'un lion acéphale et d'une partie d'une tête de griffon.
En 1991, une étude a permis de mettre en évidence les dégradations fortuites causées par les travaux agricoles de la ferme et les pillages intentionnels. Des pierres d'origine ibérique de différentes tailles ont été retrouvées empilées à proximité du site.
En 1993, le propriétaire a découvert deux grands éléments sculpturaux : un lion sans tête et un personnage humain, également sans tête, armé d'une falcata et en position défensive. Ces découvertes ont donné lieu à des fouilles menées par le département d'archéologie et de préhistoire du département du territoire et du patrimoine historique de l'université de Jaén et de l'université Complutense de Madrid, auxquelles a participé Teresa Chapa Brunet, avec le soutien financier de la Junte d'Andalousie. Le groupe sculptural d'El Pajarillo est parfaitement contextualisé, c'est pourquoi le travail a été réalisé pour documenter stratigraphiquement sa position et la séquence historique des sculptures, ainsi que les environs d'El Pajarillo, et une prospection micro-spatiale à l'intérieur du site lui-même.

## Description
Le site consiste en un énorme mur de pierre de 80 x 8 m, avec une structure d'accès sur le côté nord avec de petits escaliers qui mènent à un couloir avant ou à un podium qui mène à d'autres escaliers plus grands qui étaient à l'origine flanqués de deux lions. Le reste de l'ensemble sculptural se trouve au sommet d'une tour recouverte d'argile, située dans la zone centrale. Les sculptures représentent un loup, un guerrier, deux griffons, un jeune garçon et un carnivore. Trois pièces se trouvaient à l'intérieur de la structure, dont deux ont été fouillées. Elles étaient reliées par un couloir. La zone cultuelle du sanctuaire est fortifiée, mais certainement pas à des fins militaires. Des terrassements et des murs ont été documentés à l'arrière de la structure, peut-être dans le but de retenir le terrain.

## Utilisations et signification
Au IVe siècle av. J.-C., la vallée de la rivière Jandulilla était une zone de passage sur la route commerciale entre Murcie et la vallée du Guadalquivir et son oppidum de colonisation était Úbeda la Vieja. L'établissement du Cortijo del Pajarillo avait une fonction spécifique. Il s'agit d'une immense muraille au milieu de la campagne et d'un ensemble sculptural clairement visible au sommet d'une tour. Cela donne l'idée d'une porte d'entrée du sud dans la vallée de la rivière Jandulilla qui servait à montrer, avec beaucoup d'ostentation, le caractère "héroïque" de la petite aristocratie d'Úbeda.

## Conservation
Il est conservé au musée ibère de Jaén.